# Yardie
Yardie (o Yawdie) es un término derivado del nombre coloquial dado originalmente a los ocupantes de los "patios de gobierno"-viviendas de protección con características muy básicas-en Trenchtown, un barrio en el oeste de Kingston, Jamaica. Trenchtown fue construido originalmente como un proyecto de viviendas tras la devastación causada por el huracán Charlie. Cada complejo fue construido alrededor de un patio central. La pobreza, el crimen y la violencia se hizo común en el barrio.

## Gran Bretaña
Durante la década de 1950, el Gobierno británico alentó la inmigración al país para cubrir puestos de trabajo existentes. Dentro de la comunidad del Caribe, recién llegados de Jamaica se asentaron en Reino Unido los Yardies que provenían de barrio de Trenchtown.  En el siguiente año, la violencia de pandillas o comportamiento por parte de los jamaicanos que se hizo conocido en la sociedad británica como "cultura Yardie" ya sus participantes como"Yardies". Los términos "pandillas Yardie" o "violencia armada Yardie" fueron utilizados en gran parte por los medios de comunicación británicos a los crímenes violentos que se describen en la comunidad negra de Londres. Las pandillas en Londres son conocidos específicamente haber ocupado y operado en los barrios de Brixton, Harlesden, Stonebridge, Hackney y Tottenham.

## Actividad Criminal
Las pandillas Yardie son conocidas por su participación en delitos que incluyen armas y tráfico de drogas ilegales, especialmente marihuana y crack. En 1993, los Yardies fueron culpados por el asesinato del agente de policía Patrick Dunne, muerto a tiros mientras patrullaba en Clapham.
La policía británica no se atreve a categorizar a las pandillas Yardie como una banda de crimen organizado, ya que no parece haber ninguna estructura real ni ningún tipo de liderazgo central. Tampoco los Yardies han intentado la creación de frentes para sus actividades ilegales, ni cualquier intento serio de organizaciones corruptas para infiltrarse en las fuerzas del orden.
Se han establecido una serie de operaciones, en particular la Operación Tridente, en la zona de Londres. Los Yardie también parecen estar activos en Bristol , Birmingham , Aberdeen , Edimburgo y Nottingham , pero en menor escala.
En Bristol a finales de 1990 hasta principios de la década de 2000 , las pandillas Yardie se enfrentaron en una guerra territorial con la famosa Aggi Crew. Los miembros esta banda habían sido liberados recientemente de la cárcel en libertad condicional. El potencial de violencia fue tan grande que patrullas armadas fueron llamadas a las calles de la ciudad (la policía no porta armas), pero con el tiempo los Aggis fueron detenidos y devueltos a la cárcel por violación de libertad condicional y la mayoría de los " Yardies " fueron deportados de vuelta a Jamaica .
- Datos: Q1780095